# Gaetano Costa
Gaetano Costa (Caltanissetta, 1º marzo 1916 – Palermo, 6 agosto 1980) è stato un partigiano e magistrato italiano ucciso dalla mafia.

## Biografia
Gaetano Costa nacque a Caltanissetta, studiò nel Liceo classico Ruggero Settimo fino al conseguimento della licenza liceale, laureandosi poi nella Facoltà di Giurisprudenza di Palermo. Sin da ragazzo aderì al Partito Comunista, allora clandestino, insieme a personalità del calibro di Pompeo Colajanni, Leonardo Sciascia ed Emanuele Macaluso, e, durante questa militanza, conobbe la sua futura moglie, Rita Bartoli. 

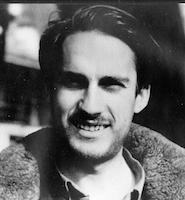
Gaetano Costa da partigiano

Dopo aver vinto il concorso in Magistratura fu arruolato come ufficiale nell'aviazione, ottenendo due croci di guerra. L'8 settembre raggiunse la Val di Susa unendosi ai partigiani che ivi operavano. All'inizio degli anni quaranta fu immesso in servizio in Magistratura, inizialmente presso il Tribunale di Roma; successivamente, su sua richiesta, fu trasferito alla Procura della Repubblica di Caltanissetta dove restò dal 1944 al 1978.
In quella Procura espletò la maggior parte della sua attività di magistrato, da Sostituto procuratore prima e da Procuratore poi, dando sempre chiare manifestazioni di alta preparazione professionale, indipendenza, ed equilibrio. Nonostante il carattere apparentemente freddo e distaccato e la poca inclinazione ai rapporti sociali, gli fu sempre unanimemente riconosciuta una grande umanità e attenzione soprattutto nei confronti dei soggetti più deboli. Sin dagli anni sessanta, come risulta dalla sua deposizione alla prima Commissione Antimafia, intuì che la mafia aveva subito una radicale mutazione e che si era annidata nei gangli vitali della pubblica amministrazione, controllandone gli appalti, le assunzioni e la gestione in genere.
Inutilmente, all'epoca, richiamò l'attenzione delle massime autorità sul fatto che un'efficace lotta alla mafia imponeva la predisposizione di strumenti legislativi che consentissero di indagare sui patrimoni dei presunti mafiosi e di colpirli. Nel gennaio del 1978 fu nominato Procuratore della Repubblica di Palermo ma la reazione del “Palazzo” fu, in larga misura, negativa, tanto da additarlo come "procuratore rosso" e da far sì che si ritardasse la sua immissione in possesso sino al luglio di quell'anno. Insediandosi, consapevole delle resistenze che avrebbe dovuto affrontare, fece la seguente dichiarazione:
Nel breve periodo di sua gestione della Procura di Palermo avviò una serie di delicatissime indagini nell'ambito delle quali, sia pure con i limitati mezzi all'epoca a sua disposizione, tentò di penetrare i santuari patrimoniali della mafia. Infatti incaricò in gran segreto l'allora colonnello della G.d.F. Marino Pascucci di eseguire “approfonditi accertamenti” su precisi intrecci di interessi economici, finanziari, bancari e societari su un giro di appalti miliardari gestiti dalle ditte del facoltoso imprenditore e boss mafioso Rosario Spatola, che avrebbero potuto far luce anche sull’omicidio del Presidente della Regione Piersanti Mattarella: indagini di cui aveva parlato con il suo amico, il consigliere istruttore Rocco Chinnici e i due, per evitare orecchie indiscrete nello stesso palazzo di giustizia, si davano appuntamento nell’ascensore bloccato a mezza corsa. Il colonnello Pascucci ricevette delle minacce e fu trasferito ad altra sede e nello stesso reparto vi furono altri trasferimenti, nei quali - come ha testimoniato nel processo un altro ufficiale della G.d.F., l’allora colonnello Elio Pizzuti – era intervenuta direttamente la loggia massonica P2.

## L'attentato
(Nicola Cattedra, L'Ora, Anno LXXXI, n. 178 - 7 agosto 1980)
Costa fu assassinato dalla mafia il 6 agosto 1980. Alle 19:30, passeggiando da solo e a due passi da casa sua, fu freddato da sei colpi di pistola P38 sparatigli alle spalle da due killer scappati forse in moto o forse su una A112 trovata poi bruciata. Costa stava sfogliando dei libri su una bancarella; morì dissanguato su un marciapiede di via Cavour a Palermo. Al funerale parteciparono poche persone e soprattutto pochi magistrati.
Di lui scrisse un suo sostituto che era un uomo “di cui si poteva comperare solo la morte”. Non va dimenticato che, pur essendo l'unico magistrato a Palermo al quale, in quel momento, erano state assegnate un'auto blindata e una scorta, non ne usufruiva, ritenendo che la sua protezione avrebbe messo in pericolo altri e che lui era uno di quelli che avevano "il dovere di avere coraggio”.
Causa di quella spietata esecuzione, il fatto che egli avesse firmato personalmente la convalida dei mandati di cattura nei confronti del boss Rosario Spatola e di altri 54 dei suoi uomini che altri suoi colleghi (tra cui Giusto Sciacchitano) si erano rifiutati di firmare. Infatti il clan mafioso Inzerillo-Spatola-Gambino-Di Maggio, cementato da alleanze, parentele e matrimoni, era accusato di gestire un grosso traffico di eroina con gli Stati Uniti e di reinvestire i proventi nell'edilizia ma anche di aver protetto la fuga in Sicilia del famoso bancarottiere Michele Sindona. Per quella indagine, Costa ricevette anche delle telefonate anonime che lo intimavano a "scarcerare i picciotti entro Natale".
Il CSM, a seguito di un'interrogazione parlamentare presentata da Leonardo Sciascia e da altri deputati, aprì un'indagine interna sui fatti che portarono Costa a firmare da solo la convalida degli arresti contro il clan Spatola ma fu subito archiviata, "non avendo ravvisato comportamenti suscettibili di valutazione disciplinare o situazioni idonee a determinare l’apertura di procedimenti di trasferimento d’ufficio".
Nessuno è stato condannato per la sua morte, nonostante si sia celebrato un processo presso la Corte di assise di Catania, che ha assolto il presunto esecutore materiale ma ha accertato il contesto del delitto individuandolo nella zona grigia tra affari, politica e crimine organizzato: "E’ aleggiata su alcuni episodi (e ciò dicasi per i continui avvicendamenti ai vertici della Guardia di Finanza di Palermo) l’ombra nefasta della P2 di Licio Gelli. [...] ritiene la Corte di non essere assolutamente nelle condizioni di potere affermare che il primo (convalida degli arresti) costituisca il vero ed esclusivo movente dell’omicidio e di potere escludere che sussista altro movente alternativo o concorrente." Da molti settori, compresa la Magistratura, si è cercato di farlo dimenticare anche, forse, per nascondere le colpe di coloro che lo lasciarono solo e, come disse Sciascia, lo additarono alla vendetta mafiosa. La vedova Rita Bartoli (poi eletta all'ARS per due legislature con il PCI) e il figlio, l'avvocato Michele Costa, si sono battuti per la ricerca della verità e hanno sempre criticato duramente i sostituti procuratori che rifiutarono di firmare la convalida degli ordini di cattura, lasciando Costa da solo ed esposto alla vendetta mafiosa.
Il suo impegno fu continuato dai magistrati Giovanni Falcone e Rocco Chinnici, allora tra i pochi che lo capirono e ne condivisero gli intenti e l'azione. E, per questo, a Chinnici toccò la stessa sorte durante la seconda guerra di mafia di lì a poco scatenata dai corleonesi. Falcone in particolare riuscì a portare a processo e a far condannare i mafiosi colpiti dai mandati di cattura firmati da Costa.

## Riconoscimenti e influenza
La città di Palermo gli ha intitolato una strada e un giardino pubblico, prima noto come Verde Terrasi e situato tra viale Lazio-viale Campania-via Restivo.
Le Poste Italiane gli hanno dedicato un francobollo nel 2020 in occasione del 40mo della morte.